# 阿莉婭·希普曼
阿莉婭·希普曼（Aliyah Shipman，2003年1月14日—）是一名海地女子跆拳道運動員。她曾經獲得2017年泛美少年跆拳道錦標賽女子55公斤級銅牌。她具有海地血統，從2020年起代表海地出賽。

## 外部連結
- TaekwondoData.com （页面存档备份，存于）
- 阿莉婭·希普曼的Instagram帳戶